# Дунтоу
Дунто́у (кит. упр. 洞头, пиньинь Dòngtóu) — район городского подчинения городского округа Вэньчжоу провинции Чжэцзян (КНР).

## История
Исторически эти места входили в состав уезда Юэцин. Во времена империи Мин здесь был в 1469 году создан уезд Тайпин. Во времена империи Цин южная часть уезда была в 1728 году выделена в отдельный Юйхуаньский комиссариат (玉环厅), подчинённый напрямую властям провинции Чжэцзян. После Синьхайской революции в Китае была проведена реформа структуры административного деления, в ходе которой комиссариаты были упразднены, и в 1912 году Юйхуаньский комиссариат был преобразован в уезд Юйхуань (玉环县).
После образования КНР в 1949 году был создан Специальный район Вэньчжоу (温州专区), и уезд вошёл в его состав. В 1953 году из уезда Юйхуань был выделен уезд Дунтоу (洞头县), но в 1958 году он снова был присоединён к уезду Юйхуань. В 1960 году уезд Юйхуань был расформирован, а его территория была разделена между городом Вэньчжоу (куда перешли земли бывшего уезда Дунтоу) и уездом Вэньлин.
31 октября 1964 года уезд Дунтоу был образован вновь, войдя в состав Специального района Вэньчжоу. В 1973 году Специальный район Вэньчжоу был переименован в Округ Вэньчжоу (温州地区). В 1981 году город Вэньчжоу и округ Вэньчжоу были объединены в городской округ Вэньчжоу.
В 2015 году постановлением Госсовета КНР уезд Дунтоу был преобразован в район городского подчинения.

## Административное деление
Район делится на 5 уличных комитетов, 1 посёлок и 1 волость.